# Barbados op de Olympische Zomerspelen 1972
Barbados nam deel aan de Olympische Zomerspelen 1972 in München, West-Duitsland. Ook tijdens de tweede olympische deelname werd geen medaille gewonnen.

## Deelnemers en resultaten per onderdeel

### Atletiek
| Olympiër                                                  | Discipline   | Resultaat | Prestatie |
| --------------------------------------------------------- | ------------ | --------- | --- |
| Caspar Springer                                           | 400m (m)     | DNF       | serie 6: niet gefinisht |
| Clifford Brooks                                           | tienkamp (m) | DNF       | 100m: 19e in 11,19 (759 punten) verspringen: 27e met 6,81m (780 punten) kogelstoten: 33e met 11,71m (580 punten) hoogspringen: 27e met 1,75m (634 punten) 400m: 18e in 49,75 (814 punten) 110m horden: 22e in 16,37 (715 punten) discuswerpen: 26e met 33,90m (560 punten) polsstokhoogspringen: geen geldige poging |
|                                                           |              |           | |
| Freida Nicholls-Davy                                      | 100m (v)     | 38e       | serie 3: 7e in 12,16 |
| Marcia Trotman                                            | 200m (v)     | 22e       | serie 6: 5e in 24,06 kwartfinale 1: 6e in 24,00 |
| Barbara Bishop                                            | 400m (v)     | 44e       | serie 1: 7e in 56,35 |
| Heather Gooding                                           | 800m (v)     | 36e       | serie 2: 8e in 2.19,69 |
| Barbara Bishop Lorna Forde Heather Gooding Marcia Trotman | 4x400m (v)   | 13e       | serie 1: 7e in 3.44,5 |

### Gewichtheffen
| Olympiër         | Discipline | Resultaat | Prestatie                  |
| ---------------- | ---------- | --------- | -------------------------- |
| Anthony Phillips | -56kg (m)  | DNF       | duwen: geen geldige poging |

### Schietsport
| Olympiër       | Discipline             | Resultaat | Prestatie                                            |
| -------------- | ---------------------- | --------- | ---------------------------------------------------- |
| Carvour Morris | 50m geweer liggend (m) | 93e       | kwalificatie: 93e met 575 punten (97-95-95-97-94-97) |
| Milton Tucker  | 50m geweer liggend (m) | 74e       | kwalificatie: 74e met 584 punten (97-98-96-96-99-98) |

### Wielersport
| Olympiër       | Discipline                    | Resultaat | Prestatie                                                     |
| Baan           | Baan                          | Baan      | Baan                                                          |
| -------------- | ----------------------------- | --------- | ------------------------------------------------------------- |
| Hector Edwards | sprint (m)                    | 9e        | 1e ronde serie 1: 2e 1e ronde herkansingen: V van USA Spencer |
| Kensley Reece  | sprint (m)                    | 9e        | 1e ronde serie 3: 3e 1e ronde herkansingen: V van USA Young   |
| Hector Edwards | tijdrit (m)                   | DNF       | niet gefinisht                                                |
| Orlando Bates  | individuele achtervolging (m) | 24e       | kwalificatie: 24e                                             |
| Weg            |                               |           |                                                               |
| Orlando Bates  | wegwedstrijd (m)              | DNF       | niet gefinisht                                                |
| Hector Edwards | wegwedstrijd (m)              | DNF       | niet gefinisht                                                |
| Kensley Reece  | wegwedstrijd (m)              | DNF       | niet gefinisht                                                |

Afghanistan · Albanië · Algerije · Amerikaanse Maagdeneilanden · Argentinië · Australië · Bahama's · Barbados · België · Bermuda · Birma · Bolivia · Bondsrepubliek Duitsland · Brazilië · Brits-Honduras · Bulgarije · Canada · Ceylon · Chili · Colombia · Congo-Brazzaville · Costa Rica · Cuba · Dahomey · Denemarken · Dominicaanse Republiek · Duitse Democratische Republiek · Ecuador · Egypte · El Salvador · Ethiopië · Fiji · Filipijnen · Finland · Frankrijk · Gabon · Ghana · Griekenland · Groot-Brittannië · Guatemala · Guyana · Haïti · Hongarije · Hongkong · Ierland · IJsland · India · Indonesië · Iran · Israël · Italië · Ivoorkust · Jamaica · Japan · Joegoslavië · Kameroen · Kenia · Khmerrepubliek · Koeweit · Lesotho · Libanon · Liberia · Liechtenstein · Luxemburg · Madagaskar · Malawi · Maleisië · Mali · Malta · Marokko · Mexico · Monaco · Mongolië · Nederland · Nederlandse Antillen · Nepal · Nicaragua · Nieuw-Zeeland · Niger · Nigeria · Noord-Korea · Noorwegen · Oeganda · Oostenrijk · Opper-Volta · Pakistan · Panama · Paraguay · Peru · Polen · Portugal · Puerto Rico · Roemenië · San Marino · Saoedi-Arabië · Senegal · Singapore · Soedan · Somalië · Sovjet-Unie · Spanje · Suriname · Swaziland · Syrië · Taiwan · Tanzania · Thailand · Togo · Trinidad en Tobago · Tsjaad · Tsjecho-Slowakije · Tunesië · Turkije · Uruguay · Venezuela · Verenigde Staten · Vietnam · Zambia · Zuid-Korea · Zweden · Zwitserland